# Imponderabilien (Recht)
In der Rechtswissenschaft werden als Imponderabilien unwägbare, d. h. unbeherrschbare Stoffe und sonstige Naturerscheinungen bezeichnet. Der Gegenbegriff sind die Ponderabilien,  wägbare Stoffe.
Unbeherrschbare Stoffe können grundsätzlich nicht Gegenstand eines Rechts sein, da Rechtsmacht die tatsächliche Beherrschbarkeit voraussetzt. Traditionell werden unwägbare Stoffe juristisch als solche Stoffe definiert, die, wenn sie einmal ausgebracht sind, nicht alsbald wieder von selbst zu Boden fallen; sie können damit in ihrem Naturzustand nicht festgehalten und gewogen werden, sind also unwägbar. 

## Beispiele für rechtliche Imponderabilien
Ihrer Natur nach unwägbar sind in jedem Falle Strahlungen wie das Licht, Geräusche, Erschütterungen und Wärme. Sie können, da sie kein stoffliches Substrat haben, nie gewogen werden.
Ihrem Aggregatzustand nach unwägbar sind Dämpfe, Ruß, Rauch, Staub und Ähnliches, solange sie sich nicht gesetzt haben, also noch als Wolke existieren. Das Gleiche trifft für normalerweise fest oder flüssig auftretende Stoffe zu, sofern sie im gasförmigen Zustand sind wie etwa Wasserdampf. 
Haben sich dem Zustand nach unwägbare Stoffe niedergeschlagen oder ihren Aggregatzustand so geändert, dass sie fassbar und damit wägbar sind, sind sie keine Imponderabilien mehr: Kondensat von Wasserdampf, der niedergeschlagene (und zu einem Haufen zusammengekehrte) Ruß oder Staub sind wägbar.
Stoffe, die ihrem Zustand nach unwägbar sind, sind dann keine Imponderabilien, wenn sie in einem Behältnis gefasst sind: Das Gas in einer Gasflasche ist keine Imponderabilie; man kann es wiegen und beherrschen, ja sogar transportieren. Dreht man den Gashahn auf und lässt es in die freie Luft entweichen, wird es zur Imponderabilie.
Bienen und andere Insekten, ebenso wie Vögel, sind wägbar, obwohl sie normalerweise nicht unmittelbar zu Boden sinken, wenn sie in die Luft ausgebracht werden, sondern davonfliegen und damit eigentlich unfassbar sind. Sie fallen, etwa wenn sie betäubt sind, genauso zu Boden wie ein Stein (die klassische Ponderabile) und sind damit eigentlich keine Imponderabilien, werden jedoch vielfach von der Rechtsprechung als solche behandelt.

## Zivilrecht

### Rechtsobjektsfähigkeit von Imponderabilien
Da Imponderabilien nicht beherrschbar sind, kann an ihnen, auch wenn sie körperliche Gegenstände sind, so lange kein Eigentum bestehen als sie noch unbeherrschbar sind. An einer Rußwolke oder an frei ausströmendem Gas ist daher ein Eigentum nicht möglich, wohl aber am niedergeschlagenen (und zusammengekehrten) Ruß oder am gefassten Gas.

### Imponderabilien als Eigentumseinwirkungen
Nach dem deutschen Bürgerlichen Recht können Einwirkungen von Imponderabilien, die ein Grundstück und die Eigentümer (nicht die Besitzer) beeinträchtigen, nach § 906 BGB nur beschränkt abgewehrt werden. Das allgemeine Recht des Eigentümers, jedwede Einwirkungen auf seine Sache zu verbieten, wird damit für Einwirkungen, die in den Anwendungsbereich des § 906 BGB fallen eingeschränkt. 
Diese Einwirkungen sind etwa Gase, Dämpfe, Gerüche, Rauch, Ruß, Wärme, Geräusch und Erschütterungen sowie diesen ähnliche, unbeherrschbare von einem anderen Grundstück ausgehende Einwirkungen.
„Ähnliche Einwirkungen“ in diesem Sinne sind jedenfalls Einwirkungen durch Imponderabilien, denn diese sind immer unbeherrschbar. Aber auch die Einwirkung wägbarer Stoffe kann eine „ähnliche Einwirkung“ sein, wenn sie nur in gleichem Maße unbeherrschbar ist wie die Einwirkung unwägbarer Stoffe (Dies ist etwa der Fall bei der Einwirkung von – wägbaren – Bienenschwärmen). 
Dergestalt unbeherrschbare Einwirkungen können vom Eigentümer nicht untersagt werden, wenn sie die Benutzung des Grundstücks nicht oder nur unwesentlich beeinträchtigen.
Eine nicht abwehrbare unwesentliche Beeinträchtigung liegt insbesondere dann vor, wenn etwaige Immissionsvorschriften für eine auf dem immittierenden Grundstück gehaltene Anlage eingehalten werden oder die Einwirkung ortsüblich ist und nicht durch wirtschaftlich zumutbare Schutzeinrichtungen verhindert werden kann. Dieser (eingeschränkte) privatrechtliche Immissionsschutz kann heute mit dem öffentlich-rechtlichen Immissionsschutz nur noch in Ausnahmefällen kollidieren, weil die Einhaltung der öffentlich-rechtlichen Pflichten nahezu ausnahmslos dazu führt, dass auch dem Privatmann ein Abwehrrecht nicht zusteht. Der öffentlich-rechtliche Immissionsschutz (durch das BImSchG, TA Lärm, TA Luft unter anderem) konkretisiert durch die vorgegebenen Grenzwerte den Begriff der Wesentlichkeit der Einwirkung.
Ist der Abwehranspruch gegen die Einwirkungen ausgeschlossen, weil die Abwehr bspw. unmöglich ist, so besteht ein Ausgleichsanspruch auf Grundlage eines enteignenden oder enteignungsgleichen Eingriffs.

## Öffentliches Recht
Die nach dem Bundes-Immissionsschutzgesetz erheblichen Umwelteinwirkungen sind nach der allgemein herrschenden Meinung in Schrifttum und Rechtsprechung nur Einwirkungen unwägbarer Stoffe.  